# Teatro Los Cristales
El Teatro Los Cristales, más conocido como Teatro al aire libre Los Cristales, es un teatro al aire libre de la ciudad de Santiago de Cali. Fue construido en 1986 bajo la gestión de Hernando Botero O'Byrne.
Ubicado en el noroccidente de la ciudad, el teatro ocupa un área de 3 920 m² y tiene una capacidad de 15 000 personas. El teatro cuenta, además del escenario y su concha acústica, con camerinos, baños y un parque en su parte superior, con un nacimiento de agua.

## Historia
Buscando promover la cultura y de proporcionar a la ciudad en su cumpleaños 450 de un espacio en el cual se pudieran desarrollar toda clase de espectáculos artísticos y culturales, el señor Hernanto Botero O'Byrne gestionó la construcción del teatro.
Para ello se realizó la contratación del arquitecto Sigifredo Rojas y del ingeniero Camilo Niño Vélez. Niño fue el encargado de los cálculos de la obra diseñada por Rojas. La construcción de la concha acústica requirió que el ingeniero Niño viajara a Alemania, a una feria internacional de aluminio, para familiarizarse con la técnica requerida para la construcción de la máquina que se necesitaba para curvar las 7 vigas que componen la concha acústica. En el momento de su construcción, la concha acústica del teatro fue la primera de su clase en toda Colombia. El costo de la construcción fue de 17 millones de pesos.